# 제43회 베를린 국제 영화제
제43회 베를린 국제 영화제는 1993년 2월 11일에 열린 시상식이다.

## 수상 및 후보

### 황금곰상
- 향혼녀 - 사비 수상
- 결혼 피로연 - 이안 수상

### 은곰상:심사위원상
- 생쥐 만세! - 파벨 쿠츠키 수상

### 은곰상
- 삼바 트라오레 - 이드리사 오에드라오고 수상

### 은곰상:감독상
- 씨멘트 가든 - 앤드류 버킨 수상

### 은곰상:여자연기자상
- 러브 필드 - 미셸 파이퍼 수상

### 은곰상:남자연기자상
- 말콤 X - 덴젤 워싱턴 수상

### 은곰상:예술공헌상
- 더 선 오브 더 슬립리스 - 테무르 바브루아니 수상

### 황금곰상:단편영화상
- 볼레로 - 이반 막시모프 수상

### 황금곰상:명예황금곰상
- 빌리 와일더 수상
- Gregory Peck 수상

### 베를린카메라상
- Victoria Abril 수상
- Juliette Binoche 수상
- Gong Li 수상
- Corinna Harfouch 수상
- Johanna ter Steege 수상

### 블루 엔젤상
- 영 베르테르 - 자크 드와이옹 수상